# تک‌مجلسی
نظام تک مجلسی به حکومتی گفته می‌شود که قوهٔ مقننهٔ آن حکومت، صرفاً از یک مجلس تشکیل شده باشد.
نظام تک مجلسی، معمولاً در کشورهایی وجود دارد که دارای ساختار سیاسی تمرکزگرایانه هستند؛ زیرا به‌گمان قانون‌گذاران این کشورها، سرشت مردم‌سالاری در کشورهایی که وحدت‌گرا هستند، با پارلمانِ تک‌عنصری سازگارتر است و مجلس واحد، تصویر درستی برای نشان دادن یک‌پارچگی جامعه و تقسیم‌ناپذیری حاکمیت است.
کشور یونان براساس قانون اساسی سال ۱۹۱۱ و ۱۹۵۲ میلادی و لوکزامبورگ براساس قانون اساسی ۱۸۶۸، لبنان براساس قانون اساسی ۱۹۲۸ و اسرائیل براساس قانون اساسی ۱۹۴۸، کشورهای کمونیستی سابق نظیر آلبانی، بلغارستان، مجارستان، لهستان و رومانی نظام تک مجلسی را انتخاب کرده‌اند. اما کشورهایی سابق مثل اتحاد جماهیر شوروی سوسیالیستی یا یوگسلاوی که گونه‌ای از فدرالیسم را پذیرفته بودند، صاحب دو مجلس بودند.
ضمن آنکه کشورهای تازه استقلال یافتهٔ پس از جنگ جهانی دوم، بیشتر نظام یک مجلسی را ترجیح دادند. مانند: مصر، جمهوری آفریقای مرکزی، غنا، سنگال و سیرالئون.ایران هم دارای نظام تک مجلسی است.